# Basilique Opimia
La Basilique Opimia (en latin : Basilica Opimia) est une des trois basiliques de Rome datant de l'époque républicaine avec la basilique Porcia et la basilique Æmilia. Elle est située sur le Forum Romain.

## Localisation
D'après Varron, la basilique est contiguë au temple de la Concorde :

« Au-dessus du Grécostase on rencontre le Senaculum, lieu des assemblées du Sénat, près du temple de la Concorde et de la basilique Opimia. »

— Varron (traduction de M. Nisard), De Lingua Latina, V, 156
Il est difficile de préciser de quel côté du temple se tient la basilique mais on peut supposer qu'elle est construite au sud-ouest du temple afin de laisser l'accès libre au Gradus Monetae, escalier qui monte vers l'Arx. D'autres la situent au nord du temple, entre ce dernier et le Tullianum, (voir le plan).

## Histoire
La basilique est probablement érigée par le consul Lucius Opimius en 121 av. J.-C. alors qu'il assure à ses frais la reconstruction du temple de la Concorde sur ordre du Sénat romain après la mort de Caius Gracchus. Elle est détruite quand le consul et futur empereur Tibère reconstruit et agrandit le temple, entre 7 av. J.-C. et 10 ap. J.-C.
Il ne reste aucun vestige de la basilique. Elle n'est connue que par une mention de Varron et deux inscriptions concernant des esclaves qui y ont travaillé,. Il est possible que Cicéron y fasse également allusion dans son Discours pour P. Sextus :

« [...] Que mon exemple et celui de quelques autres ne vous effrayent pas. De tous les citoyens qui ont rendu de grands services à l'État, je n'en puis citer qu'un seul dont la fin ait été indigne de lui ; c'est L. Opimius. Le monument qui fut l'ouvrage de ses mains existe encore dans le forum, et sa cendre repose ignorée sur le rivage de Dyrrhachium. [...] »

— Cicéron (traduction de M. Nisard), Pro P. Sestio oratio, III, 67